# Байрру
Ба́йрру (порт. Bairro) — населённый пункт и район в Португалии, входит в округ Брага. Является составной частью муниципалитета Вила-Нова-ди-Фамаликан. Находится в составе крупной городской агломерации Большое Минью. По старому административному делению входил в провинцию Минью. Входит в экономико-статистический субрегион Аве, который входит в Северный регион. Население составляет 3803 человека на 2001 год. Занимает площадь 3,70 км².
Покровителем района считается Апостол Пётр (порт. S.Pedro).